# Chicago Fire (Fernsehserie)/Episodenliste

Logo zur Serie

Diese Episodenliste enthält alle Episoden der US-amerikanischen Dramaserie Chicago Fire, sortiert nach der US-amerikanischen Erstausstrahlung. Die Fernsehserie umfasst derzeit dreizehn Staffeln mit 274 Episoden.

## Übersicht
| Staffel | Episoden | Erstausstrahlung USA | Erstausstrahlung USA | Deutschsprachige Erstausstrahlung | Deutschsprachige Erstausstrahlung |
| Staffel | Episoden | Staffelpremiere      | Staffelfinale        | Staffelpremiere                   | Staffelfinale                     |
| ------- | -------- | -------------------- | -------------------- | --------------------------------- | --------------------------------- |
| 1       | 24       | 10. Oktober 2012     | 22. Mai 2013         | 5. September 2013                 | 21. November 2013                 |
| 2       | 22       | 24. September 2013   | 13. Mai 2014         | 12. Juni 2014                     | 21. August 2014                   |
| 3       | 23       | 23. September 2014   | 12. Mai 2015         | 8. April 2015                     | 26. August 2015                   |
| 4       | 23       | 13. Oktober 2015     | 17. Mai 2016         | 15. März 2016                     | 9. August 2016                    |
| 5       | 22       | 11. Oktober 2016     | 16. Mai 2017         | 6. März 2017                      | 31. Juli 2017                     |
| 6       | 23       | 28. September 2017   | 10. Mai 2018         | 19. März 2018                     | 20. August 2018                   |
| 7       | 22       | 26. September 2018   | 22. Mai 2019         | 4. März 2019                      | 29. Juli 2019                     |
| 8       | 20       | 25. September 2019   | 15. April 2020       | 24. Februar 2020                  | 10. August 2020                   |
| 9       | 16       | 11. November 2020    | 26. Mai 2021         | 19. April 2021                    | 30. August 2021                   |
| 10      | 22       | 22. September 2021   | 25. Mai 2022         | 18. April 2022                    | 12. September 2022                |
| 11      | 22       | 21. September 2022   | 24. Mai 2023         | 10. April 2023                    | 4. September 2023                 |
| 12      | 13       | 17. Januar 2024      | 22. Mai 2024         | 6. Mai 2024                       | 29. Juli 2024                     |

## Staffel 1
Die Erstausstrahlung der ersten Staffel war vom 10. Oktober 2012 bis zum 22. Mai 2013 auf dem US-amerikanischen Sender NBC zu sehen. Die deutschsprachige Erstausstrahlung sendete der deutsche Pay-TV-Sender Universal Channel vom 5. September bis zum 21. November 2013.
| Nr. (ges.) | Nr. (St.) | Deutscher Titel               | Originaltitel         | Erstausstrahlung USA | Deutschsprachige Erstausstrahlung (D) | Regie              | Drehbuch                                                                    | Zuschauer (USA) | Zuschauer (Deutschland) |
| ---------- | --------- | ----------------------------- | --------------------- | -------------------- | ------------------------------------- | ------------------ | --------------------------------------------------------------------------- | --------------- | ----------------------- |
| 1          | 1         | Pilot / Einsatz in Chicago    | Pilot                 | 10. Okt. 2012        | 5. Sep. 2013                          | Jeffrey Nachmanoff | Michael Brandt & Derek Haas                                                 | 6,61 Mio.       | 1,56 Mio.               |
| 2          | 2         | Mon Amour                     | Mon Amour             | 17. Okt. 2012        | 5. Sep. 2013                          | Tom DiCillo        | Michael Brandt & Derek Haas                                                 | 5,85 Mio.       | 1,63 Mio.               |
| 3          | 3         | Professionelle Höflichkeit    | Professional Courtesy | 24. Okt. 2012        | 12. Sep. 2013                         | Joe Chappelle      | Matt Olmstead                                                               | 6,42 Mio.       | 1,70 Mio.               |
| 4          | 4         | Eine Minute                   | One Minute            | 31. Okt. 2012        | 12. Sep. 2013                         | Gloria Muzio       | Andrea Newman                                                               | 5,62 Mio.       | 1,59 Mio.               |
| 5          | 5         | Durchhalten                   | Hanging On            | 7. Nov. 2012         | 19. Sep. 2013                         | Jean de Segonzac   | Marc Dube                                                                   | 7,03 Mio.       | 1,58 Mio.               |
| 6          | 6         | Die Abrechnung                | Rear View Mirror      | 14. Nov. 2012        | 19. Sep. 2013                         | Joe Chappelle      | Thania St. John                                                             | 5,77 Mio.       | 1,32 Mio.               |
| 7          | 7         | Zwei Familien                 | Two Families          | 21. Nov. 2012        | 26. Sep. 2013                         | Michael Slovis     | Michael Brandt & Derek Haas                                                 | 5,55 Mio.       | 1,49 Mio.               |
| 8          | 8         | Einschneidende Ereignisse     | Leaving the Station   | 5. Dez. 2012         | 26. Sep. 2013                         | Constantine Makris | Bryan Oh                                                                    | 7,21 Mio.       | 1,67 Mio.               |
| 9          | 9         | Der letzte Einsatz            | It Ain’t Easy         | 12. Dez. 2012        | 3. Okt. 2013                          | Tom DiCillo        | Hilly Hicks, Jr.                                                            | 4,87 Mio.       | 1,53 Mio.               |
| 10         | 10        | Nicht immer frohe Weihnachten | Merry Christmas, Etc. | 19. Dez. 2012        | 3. Okt. 2013                          | Steve Shill        | Michael Gilvary                                                             | 6,75 Mio.       | 1,71 Mio.               |
| 11         | 11        | Gott hat gesprochen           | God Has Spoken        | 2. Jan. 2013         | 10. Okt. 2013                         | Dan Sackheim       | Andrea Newman & Marc Dube                                                   | 8,54 Mio.       | 1,56 Mio.               |
| 12         | 12        | Harte Entscheidungen          | Under the Knife       | 9. Jan. 2013         | 10. Okt. 2013                         | Alex Chapple       | Matt Olmstead & Ryan Rege Harris                                            | 8,04 Mio.       | 1,55 Mio.               |
| 13         | 13        | Tot und warm                  | Warm and Dead         | 30. Jan. 2013        | 17. Okt. 2013                         | Alik Sakharov      | Michael Brandt & Derek Haas                                                 | 7,31 Mio.       | 1,43 Mio.               |
| 14         | 14        | Wendungen                     | A Little Taste        | 6. Feb. 2013         | 17. Okt. 2013                         | Arthur W. Forney   | Matt Olmstead & Hilly Hicks, Jr.                                            | 6,60 Mio.       | 1,61 Mio.               |
| 15         | 15        | Nazdarovya!                   | Nazdarovya!           | 13. Feb. 2013        | 24. Okt. 2013                         | Joe Chappelle      | Andrea Newman                                                               | 6,65 Mio.       | 1,31 Mio.               |
| 16         | 16        | Ein Blick ist nur ein Blick   | Viral                 | 20. Feb. 2013        | 24. Okt. 2013                         | Michael Brandt     | Michael Gilvary                                                             | 6,50 Mio.       | 1,42 Mio.               |
| 17         | 17        | Helden                        | Better to Lie         | 27. Feb. 2013        | 31. Okt. 2013                         | Joe Chappelle      | Matt Olmstead & Ryan Rege Harris                                            | 6,62 Mio.       | 1,43 Mio.               |
| 18         | 18        | Feuerwerke                    | Fireworks             | 20. März 2013        | 31. Okt. 2013                         | Karen Gaviola      | Tim Talbott                                                                 | 6,39 Mio.       | 1,59 Mio.               |
| 19         | 19        | Geben und Nehmen              | A Coffin That Small   | 27. März 2013        | 7. Nov. 2013                          | Darnell Martin     | Handlung: Steve Chickerotis Schauspiel: Michael Brandt & Derek Haas         | 6,85 Mio.       | 1,62 Mio.               |
| 20         | 20        | Ambitionen                    | Ambition              | 3. Apr. 2013         | 7. Nov. 2013                          | Arthur W. Forney   | Andrea Newman & Michael Gilvary                                             | 6,37 Mio.       | 1,80 Mio.               |
| 21         | 21        | Vergeltungsschlag             | Retaliation Hit       | 1. Mai 2013          | 14. Nov. 2013                         | Jean de Segonzac   | Matt Olmstead & Hilly Hicks, Jr.                                            | 6,35 Mio.       | 1,52 Mio.               |
| 22         | 22        | Anführer führen von vorne     | Leaders Lead          | 8. Mai 2013          | 14. Nov. 2013                         | Mike Slovis        | Handlung: Dick Wolf & Matt Olmstead Schauspiel: Michael Brandt & Derek Haas | 6,89 Mio.       | 1,68 Mio.               |
| 23         | 23        | Abschied nehmen               | Let Her Go            | 15. Mai 2013         | 21. Nov. 2013                         | Joe Chappelle      | Handlung: Dick Wolf & Matt Olmstead Schauspiel: Michael Brandt & Derek Haas | 6,90 Mio.       | 1,57 Mio.               |
| 24         | 24        | Ein harter Tag                | A Hell of a Ride      | 22. Mai 2013         | 21. Nov. 2013                         | Alex Chapple       | Andrea Newman & Michael Gilvary                                             | 6,13 Mio.       | 1,61 Mio.               |

## Staffel 2
Die Erstausstrahlung der zweiten Staffel war vom 24. September 2013 bis zum 13. Mai 2014 auf dem US-amerikanischen Sender NBC zu sehen. Die deutschsprachige Erstausstrahlung sendete der deutsche Pay-TV-Sender Universal Channel vom 12. Juni bis zum 21. August 2014.
| Nr. (ges.) | Nr. (St.) | Deutscher Titel           | Originaltitel                    | Erstausstrahlung USA | Deutschsprachige Erstausstrahlung (D) | Regie              | Drehbuch                                                                    | Zuschauer (USA) | Zuschauer (Deutschland) |
| ---------- | --------- | ------------------------- | -------------------------------- | -------------------- | ------------------------------------- | ------------------ | --------------------------------------------------------------------------- | --------------- | ----------------------- |
| 25         | 1         | Die Problemwache          | A Problem House                  | 24. Sep. 2013        | 12. Juni 2014                         | Joe Chappelle      | Michael Brandt & Derek Haas                                                 | 8,90 Mio.       | 1,69 Mio.               |
| 26         | 2         | Der Feuerteufel           | Prove It                         | 1. Okt. 2013         | 12. Juni 2014                         | Tom DiCillo        | Andrea Newman                                                               | 8,74 Mio.       | 1,68 Mio.               |
| 27         | 3         | Streitkräfte              | Defcon 1                         | 8. Okt. 2013         | 19. Juni 2014                         | Joe Chappelle      | Michael Gilvary                                                             | 7,43 Mio.       | 1,57 Mio.               |
| 28         | 4         | Fehlalarm                 | A Nuisance Call                  | 15. Okt. 2013        | 19. Juni 2014                         | Steve Shill        | Matt Olmstead & Hilly Hicks, Jr.                                            | 8,08 Mio.       | 1,59 Mio.               |
| 29         | 5         | Die Kündigung             | A Power Move                     | 22. Okt. 2013        | 26. Juni 2014                         | Jann Turner        | Andi Bushell                                                                | 7,45 Mio.       | 1,64 Mio.               |
| 30         | 6         | Spritztour                | Joyriding                        | 12. Nov. 2013        | 26. Juni 2014                         | Steve Shill        | Derek Haas & Tim Talbott                                                    | 7,66 Mio.       | 1,70 Mio.               |
| 31         | 7         | Keine Reue                | No Regrets                       | 19. Nov. 2013        | 3. Juli 2014                          | Michael Slovis     | Michael Brandt & Ryan Rege Harris                                           | 7,49 Mio.       | 1,41 Mio.               |
| 32         | 8         | Der Neue                  | Rhymes With Shout                | 26. Nov. 2013        | 3. Juli 2014                          | Joe Chappelle      | Andrea Newman                                                               | 6,91 Mio.       | 1,43 Mio.               |
| 33         | 9         | Du wirst ihn verletzen    | You Will Hurt Him                | 3. Dez. 2013         | 10. Juli 2014                         | Sanford Bookstaver | Michael Gilvary                                                             | 8,22 Mio.       | 1,40 Mio.               |
| 34         | 10        | So nicht                  | Not Like This                    | 10. Dez. 2013        | 10. Juli 2014                         | Alex Chapple       | Michael Brandt & Derek Haas                                                 | 9,32 Mio.       | 1,47 Mio.               |
| 35         | 11        | Mitten ins Gesicht        | Shoved In My Face                | 7. Jan. 2014         | 17. Juli 2014                         | Jean de Segonzac   | Hilly Hicks, Jr.                                                            | 6,87 Mio.       | —                       |
| 36         | 12        | Einschläge                | Out With a Bang                  | 14. Jan. 2014        | 17. Juli 2014                         | Alik Sakharov      | Andrea Newman                                                               | 6,76 Mio.       | —                       |
| 37         | 13        | Heute Nacht ist die Nacht | Tonight’s the Night              | 21. Jan. 2014        | 24. Juli 2014                         | Jann Turner        | Derek Haas & Tim Talbott                                                    | 7,13 Mio.       | —                       |
| 38         | 14        | Unter die Haut            | Virgin Skin                      | 25. Feb. 2014        | 24. Juli 2014                         | Karen Gaviola      | Michael Brandt & Ryan Rege Harris                                           | 7,06 Mio.       | —                       |
| 39         | 15        | Augen auf, Mund zu        | Keep Your Mouth Shut             | 4. März 2014         | 31. Juli 2014                         | Holly Dale         | Michael Gilvary                                                             | 7,07 Mio.       | —                       |
| 40         | 16        | Eine Rakete, die abhebt   | A Rocket Blasting Off            | 11. März 2014        | 31. Juli 2014                         | Sanford Bookstaver | Matt Olmstead & Hilly Hicks, Jr.                                            | 7,21 Mio.       | —                       |
| 41         | 17        | Harte Zeiten              | When Things Got Rough            | 18. März 2014        | 7. Aug. 2014                          | Jann Turner        | Andrea Newman                                                               | 6,96 Mio.       | —                       |
| 42         | 18        | Der freie Fall            | Until Your Feet Leave the Ground | 8. Apr. 2014         | 7. Aug. 2014                          | Michael Slovis     | Matt Olmstead & Mick Betancourt                                             | 6,96 Mio.       | —                       |
| 43         | 19        | Eine schwere Last         | A Heavy Weight                   | 15. Apr. 2014        | 14. Aug. 2014                         | Reza Tabrizi       | Michael Gilvary                                                             | 6,90 Mio.       | —                       |
| 44         | 20        | Ein schwarzer Tag         | A Dark Day                       | 29. Apr. 2014        | 14. Aug. 2014                         | Joe Chappelle      | Handlung: Dick Wolf & Matt Olmstead Schauspiel: Michael Brandt & Derek Haas | 7,06 Mio.       | —                       |
| 45         | 21        | Ein letzter Versuch       | One More Shot                    | 6. Mai 2014          | 21. Aug. 2014                         | Jean de Segonzac   | Andrea Newman                                                               | 6,92 Mio.       | —                       |
| 46         | 22        | Glück und Unglück         | Real Never Waits                 | 13. Mai 2014         | 21. Aug. 2014                         | Michael Brandt     | Michael Brandt & Derek Haas                                                 | 7,12 Mio.       | —                       |

## Staffel 3
Die Erstausstrahlung der dritten Staffel war vom 23. September 2014 bis zum 12. Mai 2015 auf dem US-amerikanischen Sender NBC zu sehen. Die deutschsprachige Erstausstrahlung sendete der Pay-TV-Sender Universal Channel vom 8. April 2015 bis zum 26. August 2015.
| Nr. (ges.) | Nr. (St.) | Deutscher Titel     | Originaltitel                        | Erstausstrahlung USA | Deutschsprachige Erstausstrahlung (D) | Regie              | Drehbuch                                                                          | Zuschauer (USA) |
| ---------- | --------- | ------------------- | ------------------------------------ | -------------------- | ------------------------------------- | ------------------ | --------------------------------------------------------------------------------- | --------------- |
| 47         | 1         | Harte Zeiten        | Always                               | 23. Sep. 2014        | 8. Apr. 2015                          | Joe Chappelle      | Michael Brandt & Derek Haas                                                       | 9,16 Mio.       |
| 48         | 2         | Blick nach vorn     | Wow Me                               | 30. Sep. 2014        | 8. Apr. 2015                          | Tom DiCillo        | Andrea Newman                                                                     | 8,72 Mio.       |
| 49         | 3         | Kollision           | Just Drive the Truck                 | 7. Okt. 2014         | 15. Apr. 2015                         | Sanford Bookstaver | Michael Gilvary                                                                   | 8,39 Mio.       |
| 50         | 4         | Seitenwechsel       | Apologies Are Dangerous              | 14. Okt. 2014        | 22. Apr. 2015                         | Steve Shill        | Michael Brandt & Ryan Rege Harris                                                 | 7,11 Mio.       |
| 51         | 5         | Prioritäten         | The Nuclear Option                   | 21. Okt. 2014        | 29. Apr. 2015                         | Joe Chappelle      | Tim Talbott                                                                       | 7,45 Mio.       |
| 52         | 6         | Hoher Einsatz       | Madmen and Fools                     | 28. Okt. 2014        | 6. Mai 2015                           | Rod Holcomb        | Tiller Russell                                                                    | 7,23 Mio.       |
| 53         | 7         | Freunde und Helfer  | Nobody Touches Anything              | 11. Nov. 2014        | 13. Mai 2015                          | Alex Chapple       | Handlung: Dick Wolf & Jill Weinberger Schauspiel: Matt Olmstead & Jill Weinberger | 9,06 Mio.       |
| 54         | 8         | Karriereleiter      | Chopper                              | 18. Nov. 2014        | 20. Mai 2015                          | Jann Turner        | Derek Haas & Michael A. O’Shea                                                    | 7,75 Mio.       |
| 55         | 9         | Irrungen, Wirrungen | Arrest in Transit                    | 25. Nov. 2014        | 27. Mai 2015                          | Jean de Segonzac   | Andrea Newman                                                                     | 6,02 Mio.       |
| 56         | 10        | Tage wie dieser     | Santa Bites                          | 2. Dez. 2014         | 3. Juni 2015                          | Holly Dale         | Michael Brandt & Derek Haas                                                       | 7,36 Mio.       |
| 57         | 11        | Entführt            | Let Him Die                          | 6. Jan. 2014         | 10. Juni 2015                         | Steve Shill        | Michael Gilvary                                                                   | 6,77 Mio.       |
| 58         | 12        | Rastlos             | Ambush Predator                      | 13. Jan. 2015        | 17. Juni 2015                         | Joe Chappelle      | Handlung: Steve Chikerotis & Tiller Russell Schauspiel: Tiller Russell            | 6,66 Mio.       |
| 59         | 13        | Der Brandstifter    | Three Bells                          | 3. Feb. 2015         | 24. Juni 2015                         | Arthur W. Forney   | Jill Weinberger                                                                   | 6,52 Mio.       |
| 60         | 14        | Kältewelle          | Call it Paradise                     | 10. Feb. 2015        | 1. Juli 2015                          | Reza Tabrizi       | Matt Olmstead & Michael A. O’Shea                                                 | 6,29 Mio.       |
| 61         | 15        | Revierkämpfe        | Headlong Toward Disaster             | 17. Feb. 2015        | 8. Juli 2015                          | Joe Chappelle      | Michael Gilvary                                                                   | 6,26 Mio        |
| 62         | 16        | Unter Feuer         | Red Rag the Bull                     | 3. März 2015         | 15. Juli 2015                         | Sanford Bookstaver | Tiller Russell                                                                    | 9,07 Mio        |
| 63         | 17        | Zweite Chancen      | Forgive You Anything                 | 10. März 2015        | 22. Juli 2015                         | Reza Tabrizi       | Handlung: Dick Wolf & Matt Olmstead Schauspiel: Andrea Newman                     | 8,57 Mio.       |
| 64         | 18        | Bedingungslos       | Forgiving, Relentless, Unconditional | 17. März 2015        | 29. Juli 2015                         | Karyn Kusama       | Michael A. O’Shea & Jill Weinberger                                               | 6,96 Mio.       |
| 65         | 19        | Am Limit            | I Am the Apocalypse                  | 7. Apr. 2015         | 5. Aug. 2015                          | Joe Chappelle      | Derek Haas & Michael Brandt, Matt Olmstead & Dick Wolf                            | 8,43 Mio.       |
| 66         | 20        | Abschied            | You Know Where to Find Me            | 21. Apr. 2015        | 12. Aug. 2015                         | Jean de Segonzac   | Michael Gilvary                                                                   | 6,72 Mio.       |
| 67         | 21        | Kühler Empfang      | We Called Her Jellybean              | 28. Apr. 2015        | 19. Aug. 2015                         | Joe Chappelle      | Handlung: Matt Olmstead & Tiller Russell Schauspiel: Tiller Russell               | 6,85 Mio.       |
| 68         | 22        | Der Spitzel         | Category 5                           | 5. Mai 2015          | 26. Aug. 2015                         | Dan Lerner         | Andrea Newman                                                                     | 6,76 Mio.       |
| 69         | 23        | Alle für einen      | Spartacus                            | 12. Mai 2015         | 26. Aug. 2015                         | Michael Brandt     | Michael Brandt & Derek Haas                                                       | 6,66 Mio.       |

## Staffel 4
Die Erstausstrahlung der vierten Staffel war vom 13. Oktober 2015 bis zum 17. Mai 2016 auf dem US-amerikanischen Sender NBC zu sehen. Die deutschsprachige Erstausstrahlung sendete der Pay-TV-Sender Universal Channel vom 15. März bis zum 9. August 2016.
| Nr. (ges.) | Nr. (St.) | Deutscher Titel           | Originaltitel              | Erstausstrahlung USA | Deutschsprachige Erstausstrahlung (D) | Regie              | Drehbuch                                                            | Zuschauer (USA) |
| ---------- | --------- | ------------------------- | -------------------------- | -------------------- | ------------------------------------- | ------------------ | ------------------------------------------------------------------- | --------------- |
| 70         | 1         | Blockade                  | Let It Burn                | 13. Okt. 2015        | 15. März 2016                         | Joe Chappelle      | Michael Gilvary & Andrea Newman                                     | 7,37 Mio.       |
| 71         | 2         | Corpus delicti            | A Taste of Panama City     | 20. Okt. 2015        | 22. März 2016                         | Sanford Bookstaver | Tiller Russell                                                      | 7,64 Mio.       |
| 72         | 3         | Verdacht                  | I Walk Away                | 27. Okt. 2015        | 29. März 2016                         | Tom DiCillo        | Sarah Kucserka & Veronica West                                      | 7,80 Mio.       |
| 73         | 4         | Gewissheit                | Your Day Is Coming         | 3. Nov. 2015         | 5. Apr. 2016                          | Reza Tabrizi       | Jill Weinberger                                                     | 8,11 Mio.       |
| 74         | 5         | Hochzeit mit Hindernissen | Regarding This Wedding     | 10. Nov. 2015        | 12. Apr. 2016                         | Joe Chappelle      | Michael A. O’Shea                                                   | 8,15 Mio.       |
| 75         | 6         | Intrige                   | 2112                       | 17. Nov. 2015        | 19. Apr. 2016                         | Holly Dale         | Ian McCulloch                                                       | 7,95 Mio.       |
| 76         | 7         | Zuspitzung                | Sharp Elbows               | 24. Nov. 2015        | 26. Apr. 2016                         | Dan Lerner         | Tiller Russell & Liz Alper & Ally Seibert                           | 7,34 Mio.       |
| 77         | 8         | Krise                     | When Tortoises Fly         | 1. Dez. 2015         | 3. Mai 2016                           | Haze Bergeron      | Michael Brandt & Derek Haas                                         | 8,62 Mio.       |
| 78         | 9         | Ende mit Schrecken        | Short and Fat              | 8. Dez. 2015         | 10. Mai 2016                          | Joe Chappelle      | Michael Brandt & Derek Haas                                         | 9,13 Mio.       |
| 79         | 10        | Einer von uns             | The Beating Heart          | 5. Jan. 2016         | 10. Mai 2016                          | Reza Tabrizi       | Andrea Newman                                                       | 7,43 Mio.       |
| 80         | 11        | Pfad der Zerstörung       | The Path of Destruction    | 19. Jan. 2016        | 17. Mai 2016                          | Drucilla Carlson   | Sarah Kucserka & Veronica West                                      | 8,16 Mio.       |
| 81         | 12        | Nach dem Sturm            | Not Everyone Makes It      | 26. Jan. 2016        | 24. Mai 2016                          | Reza Tabrizi       | Tiller Russell                                                      | 8,46 Mio.       |
| 82         | 13        | Unter Beschuss            | The Sky Is Falling         | 2. Feb. 2016         | 31. Mai 2016                          | Joe Chappelle      | Michael Brandt & Michael A. O’Shea                                  | 8,18 Mio.       |
| 83         | 14        | Ring frei                 | All Hard Parts             | 9. Feb. 2016         | 7. Juni 2016                          | Sanford Bookstaver | Jill Weinberger                                                     | 8,13 Mio.       |
| 84         | 15        | Fallstricke               | Bad For the Soul           | 16. Feb. 2016        | 14. Juni 2016                         | Jann Turner        | Andrea Newman & Michael Gilvary                                     | 7,53 Mio.       |
| 85         | 16        | Schlammschlacht           | Two Ts                     | 23. Feb. 2016        | 21. Juni 2016                         | Reza Tabrizi       | Derek Haas & Ian McCulloch                                          | 7,80 Mio.       |
| 86         | 17        | Aus nächster Nähe         | What Happened to Courtney  | 29. März 2016        | 28. Juni 2016                         | Jeffrey Hunt       | Liz Alper & Ally Seibert Idee: Matt Olmstead                        | 8,66 Mio.       |
| 87         | 18        | Auf dem Kriegspfad        | On the Warpath             | 5. Apr. 2016         | 5. Juli 2016                          | Joe Chappelle      | Sarah Kucserka & Veronica West                                      | 7,68 Mio.       |
| 88         | 19        | Grosse Erwartungen        | I Will Be Walking          | 19. Apr. 2016        | 12. Juli 2016                         | Sanford Bookstaver | Tiller Russell                                                      | 8,17 Mio.       |
| 89         | 20        | Aufschub                  | The Last One for Mom       | 26. Apr. 2016        | 19. Juli 2016                         | Fred Berner        | Gwen Sigan Idee: Matt Olmstead                                      | 8,22 Mio.       |
| 90         | 21        | Wunschkind                | Kind of a Crazy Idea       | 3. Mai 2016          | 26. Juli 2016                         | Joe Chappelle      | Andrea Newman & Michael Gilvary                                     | 7,79 Mio.       |
| 91         | 22        | Eine Minute               | Where the Collapse Started | 10. Mai 2016         | 2. Aug. 2016                          | Sanford Bookstaver | Sarah Kucserka & Veronica West                                      | 7,98 Mio.       |
| 92         | 23        | Superheld                 | Superhero                  | 17. Mai 2016         | 9. Aug. 2016                          | Michael Brandt     | Michael Brandt & Derek Haas Idee: Ian McCulloch & Michael A. O’Shea | 7,91 Mio.       |

## Staffel 5
Die Erstausstrahlung der fünften Staffel war vom 11. Oktober 2016 bis zum 16. Mai 2017 auf dem US-amerikanischen Sender NBC zu sehen. Die deutschsprachige Erstausstrahlung sendete der deutsche Pay-TV-Sender Universal Channel vom 6. März bis zum 31. Juli 2017.
| Nr. (ges.) | Nr. (St.) | Deutscher Titel        | Originaltitel              | Erstausstrahlung USA | Deutschsprachige Erstausstrahlung (D) | Regie                   | Drehbuch                                  | Zuschauer (USA) |
| ---------- | --------- | ---------------------- | -------------------------- | -------------------- | ------------------------------------- | ----------------------- | ----------------------------------------- | --------------- |
| 93         | 1         | Das Tier im Mann       | The Hose of the Animal     | 11. Okt. 2016        | 6. März 2017                          | Joe Chappelle           | Michael Brandt & Derek Haas               | 7,52 Mio.       |
| 94         | 2         | Weckruf                | A Real Wake-Up Call        | 18. Okt. 2016        | 13. März 2017                         | Reza Tabrizi            | Andrea Newman & Michael Gilvary           | 7,40 Mio.       |
| 95         | 3         | Verbrannte Erde        | Scorched Earth             | 25. Okt. 2016        | 20. März 2017                         | Joe Chappelle           | Sarah Kucserka & Veronica West            | 6,93 Mio.       |
| 96         | 4         | Der Mars ruft          | Nobody Else is Dying Today | 1. Nov. 2016         | 27. März 2017                         | Sanford Bookstaver      | Jill Weinberger                           | 6,65 Mio.       |
| 97         | 5         | Aus Mangel an Beweisen | I Held Her Hand            | 15. Nov. 2016        | 3. Apr. 2017                          | Reza Tabrizi            | Roger Grant                               | 6,99 Mio.       |
| 98         | 6         | An jenem Tag           | That Day                   | 22. Nov. 2016        | 10. Apr. 2017                         | Dan Lerner              | Michael A. O’Shea                         | 6,48 Mio.       |
| 99         | 7         | Der äußere Schein      | Lift Each Other            | 29. Nov. 2016        | 17. Apr. 2017                         | Alex Chapple            | Liz Alper & Ally Seibert                  | 7,94 Mio.       |
| 100        | 8         | Einhundert             | One Hundred                | 6. Dez. 2016         | 24. Apr. 2017                         | Joe Chappelle           | Michael Brandt & Derek Haas               | 7,77 Mio.       |
| 101        | 9         | Die Überlebenden       | Some Make It, Some Don’t   | 3. Jan. 2017         | 1. Mai 2017                           | Drucilla Carlson        | Andrea Newman                             | 7,62 Mio.       |
| 102        | 10        | Die Leben der Anderen  | The People We Meet         | 17. Jan. 2017        | 8. Mai 2017                           | David Rodriguez         | Sarah Kucserka & Veronica West            | 7,15 Mio.       |
| 103        | 11        | Neue Hoffnung          | Who Lives and Who Dies     | 24. Jan. 2017        | 15. Mai 2017                          | Haze J. F. Bergeron III | Michael Gilvary                           | 7,38 Mio.       |
| 104        | 12        | Zielscheiben           | An Agent of the Machine    | 7. Feb. 2017         | 22. Mai 2017                          | Jann Turner             | Jill Weinberger                           | 6,87 Mio.       |
| 105        | 13        | Blossgestellt          | Trading in Scuttlebutt     | 14. Feb. 2017        | 29. Mai 2017                          | Reza Tabrizi            | Roger Grant                               | 6,77 Mio.       |
| 106        | 14        | Im Fegefeuer           | Purgatory                  | 21. Feb. 2017        | 5. Juni 2017                          | Joe Chappelle           | Michael Brandt & Derek Haas               | 7,16 Mio.       |
| 107        | 15        | Todesfalle             | Deathtrap                  | 1. März 2017         | 12. Juni 2017                         | Joe Chappelle           | Andrea Newman                             | 9,01 Mio.       |
| 108        | 16        | Im Kreuzfeuer          | Telling Her Goodbye        | 21. März 2017        | 19. Juni 2017                         | Reza Tabrizi            | Michael A. O’Shea                         | 7,21 Mio.       |
| 109        | 17        | Das Wunderbaby         | Babies and Fools           | 28. März 2017        | 26. Juni 2017                         | Holly Dale              | Michael Gilvary, Liz Alper & Ally Seibert | 6,68 Mio.       |
| 110        | 18        | Regelverstoss          | Take a Knee                | 4. Apr. 2017         | 3. Juli 2017                          | Joe Chappelle           | Michael Brandt & Derek Haas               | 6,29 Mio.       |
| 111        | 19        | Sündenbock             | Carry Their Legacy         | 25. Apr. 2017        | 10. Juli 2017                         | Reza Tabrizi            | Michael A. O’Shea                         | 6,91 Mio.       |
| 112        | 20        | Letzte Worte           | Carry Me                   | 2. Mai 2017          | 17. Juli 2017                         | Eric Laneuville         | Jill Weinberger                           | 6,08 Mio.       |
| 113        | 21        | 60 Tage                | Sixty Days                 | 9. Mai 2017          | 24. Juli 2017                         | Sanford Bookstaver      | Michael Gilvary                           | 5,92 Mio.       |
| 114        | 22        | Zeit zu gehen          | My Miracle                 | 16. Mai 2017         | 31. Juli 2017                         | Michael Brandt          | Michael Brandt & Derek Haas               | 6,30 Mio.       |

## Staffel 6
Am 10. Mai 2017 verlängerte NBC die Serie um eine sechste Staffel. Diese wird seit dem 28. September 2017 ausgestrahlt.
| Nr. (ges.) | Nr. (St.) | Deutscher Titel       | Originaltitel                      | Erstausstrahlung USA | Deutschsprachige Erstausstrahlung (D) | Regie              | Drehbuch                                     | Zuschauer (USA) |
| ---------- | --------- | --------------------- | ---------------------------------- | -------------------- | ------------------------------------- | ------------------ | -------------------------------------------- | --------------- |
| 115        | 1         | Spiel mit dem Feuer   | It Wasn’t Enough                   | 28. Sep. 2017        | 19. März 2018                         | Reza Tabrizi       | Derek Haas                                   | —               |
| 116        | 2         | Der Tyrann            | Ignite on Contact                  | 5. Okt. 2017         | 26. März 2018                         | John Hyams         | Andrea Newman                                | —               |
| 117        | 3         | Überraschung          | An Even Bigger Surprise            | 12. Okt. 2017        | 2. Apr. 2018                          | Sanford Bookstaver | Jill Weinberger                              | —               |
| 118        | 4         | Eingeschlossen        | A Breaking Point                   | 19. Okt. 2017        | 9. Apr. 2018                          | Matt Earl Beesley  | Michael A. O’Shea                            | —               |
| 119        | 5         | Schwere Last          | Devil’s Bargain                    | 26. Okt. 2017        | 16. Apr. 2018                         | Jono Oliver        | Michael Gilvary                              | —               |
| 120        | 6         | Falsches Spiel        | Down is Better                     | 2. Nov. 2017         | 23. Apr. 2018                         | Reza Tabrizi       | Derek Haas                                   | —               |
| 121        | 7         | Was bleibt …          | A Man’s Legacy                     | 4. Jan. 2018         | 30. Apr. 2018                         | Joe Chappelle      | Alvaro Rodriguez                             | —               |
| 122        | 8         | Der Schützling        | The Whole Point of Being Roommates | 11. Jan. 2018        | 7. Mai 2018                           | Stephen Cragg      | Jamila Daniel                                | —               |
| 123        | 9         | Dicke Luft            | Foul is Fair                       | 18. Jan. 2018        | 14. Mai 2018                          | Sanford Bookstaver | Derek Haas                                   | —               |
| 124        | 10        | Heisses Eisen         | Slamigan                           | 25. Jan. 2018        | 21. Mai 2018                          | Bill Johnson       | Andrea Newman                                | —               |
| 125        | 11        | Gesetz des Dschungels | Law of the Jungle                  | 1. Feb. 2018         | 28. Mai 2018                          | Reza Tabrizi       | Michael A. O’Shea                            | —               |
| 126        | 12        | Im Fokus              | The F is For                       | 1. März 2018         | 4. Juni 2018                          | James Hanlon       | Jill Weinberger                              | —               |
| 127        | 13        | Versteckspiele        | Hiding Not Seeking                 | 8. März 2018         | 11. Juni 2018                         | Leslie Libman      | Derek Haas & Andrea Newman & Michael Gilvary | —               |
| 128        | 14        | Gegenwehr             | Looking for a Lifeline             | 22. März 2018        | 18. Juni 2018                         | Joe Chappelle      | Derek Haas                                   | —               |
| 129        | 15        | Unter Waffen          | The Chance to Forgive              | 22. März 2018        | 25. Juni 2018                         | Reza Tabrizi       | Michael A. O’Shea & Jamila Daniel            | —               |
| 130        | 16        | Ersatzmann            | The One that Matters the Most      | 29. März 2018        | 2. Juli 2018                          | Bill Johnson       | Michael Gilvary                              | —               |
| 131        | 17        | Grenzüberschreitung   | Put White on Me                    | 5. Apr. 2018         | 9. Juli 2018                          | Matt Earl Beesley  | Derek Hass & Jill Weinberger                 | —               |
| 132        | 18        | Feindliche Übernahme  | When They See Us Coming            | 12. Apr. 2018        | 16. Juli 2018                         | Lin Oeding         | Andrea Newman & Michael Gilvary              | —               |
| 133        | 19        | Am Scheideweg         | Where I Want to Be                 | 19. Apr. 2018        | 23. Juli 2018                         | Eric Laneuville    | Michael A. O’Shea                            | —               |
| 134        | 20        | Versuchungen          | The Strongest Among Us             | 26. Apr. 2018        | 30. Juli 2018                         | Reza Tabrizi       | Derek Haas                                   |                 |
| 135        | 21        | An allen Fronten      | The Unrivaled Standard             | 3. Mai 2018          | 6. Aug. 2018                          | Joe Chappelle      | Jeff Drayer                                  | —               |
| 136        | 22        | Geh aufs Ganze        | One for the Ages                   | 10. Mai 2018         | 13. Aug. 2018                         | Leslie Libman      | Michael Gilvary & Andrea Newman              | —               |
| 137        | 23        | Aus der Traum         | The Grand Gesture                  | 10. Mai 2018         | 20. Aug. 2018                         | Reza Tabizi        | Derek Hass                                   | —               |

## Staffel 7
Die Erstausstrahlung der siebten Staffel war vom 26. September 2018 bis zum 22. Mai 2019 auf dem US-amerikanischen Sender NBC zu sehen. Die deutschsprachige Erstausstrahlung sendete der deutsche Pay-TV-Sender Universal TV ab dem 4. März 2019.
| Nr. (ges.) | Nr. (St.) | Deutscher Titel                   | Originaltitel                  | Erstausstrahlung USA | Deutschsprachige Erstausstrahlung (D) | Regie              | Drehbuch                        |
| ---------- | --------- | --------------------------------- | ------------------------------ | -------------------- | ------------------------------------- | ------------------ | ------------------------------- |
| 138        | 1         | Sie ist weg                       | A Closer Eye                   | 26. Sep. 2018        | 4. März 2019                          | Sanford Bookstaver | Derek Haas                      |
| 139        | 2         | Inferno                           | Going to War                   | 3. Okt. 2018         | 11. März 2019                         | Reza Tabrizi       | Andrea Newman & Michael Gilvary |
| 140        | 3         | Atemberaubend                     | Thirty Percent Sleight of Hand | 10. Okt. 2018        | 18. März 2019                         | Eric Laneuville    | Michael A. O’Shea               |
| 141        | 4         | Teile und herrsche                | This Isn’t Charity             | 17. Okt. 2018        | 25. März 2019                         | Batan Silva        | Matt Whitney                    |
| 142        | 5         | Explosive Mischung                | A Volatile Mixture             | 24. Okt. 2018        | 1. Apr. 2019                          | Sanford Bookstaver | Andrea Newman                   |
| 143        | 6         | Harte Worte                       | All the Proof                  | 31. Okt. 2018        | 8. Apr. 2019                          | Leslie Libman      | Jamila Daniel                   |
| 144        | 7         | Letzte Ehre                       | What Will Define You           | 7. Nov. 2018         | 15. Apr. 2019                         | Olivia Newman      | Michael A. O’Shea               |
| 145        | 8         | Mr. September                     | The Solution to Everything     | 14. Nov. 2018        | 22. Apr. 2019                         | Mark Tinker        | Michael Gilvary                 |
| 146        | 9         | Die Luft brennt                   | Always a Catch                 | 5. Dez. 2018         | 29. Apr. 2019                         | Reza Tabrizi       | Derek Haas                      |
| 147        | 10        | Rettungsleine                     | Inside These Walls             | 9. Jan. 2019         | 6. Mai 2019                           | Jono Oliver        | Matt Whitney                    |
| 148        | 11        | Hoffnungsschimmer                 | You Choose                     | 16. Jan. 2019        | 13. Mai 2019                          | Paul McCrane       | Jamila Daniel                   |
| 149        | 12        | Aus dem Nichts                    | Make This Right                | 23. Jan. 2019        | 20. Mai 2019                          | Milena Govich      | Andrea Newman                   |
| 150        | 13        | Der grosse Sprung                 | The Plunge                     | 6. Feb. 2019         | 27. Mai 2019                          | Leslie Libman      | Michael A. O’Shea               |
| 151        | 14        | Valentinstag                      | It Wasn’t About Hockey         | 13. Feb. 2019        | 3. Juni 2019                          | Carl Seaton        | Elizabeth Sherman & Derek Haas  |
| 152        | 15        | Der Augenzeuge                    | What I Saw                     | 20. Feb. 2019        | 10. Juni 2019                         | Reza Tabrizi       | Andrea Newman & Michael Gilvary |
| 153        | 16        | Im Angesicht des Todes            | Fault In Him                   | 27. Feb. 2019        | 17. Juni 2019                         | Eric Laneuville    | Matt Whitney                    |
| 154        | 17        | Gegen die Wand                    | Move A Wall                    | 27. März 2019        | 24. Juni 2019                         | Olivia Newman      | Derek Haas                      |
| 155        | 18        | Der Talisman                      | No Such Thing As Bad Luck      | 3. Apr. 2019         | 1. Juli 2019                          | Jann Turner        | Michael Gilvary                 |
| 156        | 19        | Mitten im Sturm                   | Until The Weather Breaks       | 24. Apr. 2019        | 8. Juli 2019                          | Reza Tabrizi       | Michael O’Shea                  |
| 157        | 20        | Kalte Spuren                      | Try Like Hell                  | 8. Mai 2019          | 15. Juli 2019                         | Stephen Cragg      | Matt Whitney & Jamila Daniel    |
| 158        | 21        | Einer von den Guten               | The White Whale                | 15. Mai 2019         | 22. Juli 2019                         | Joe Chappelle      | Andrea Newman & Michael Gilvary |
| 159        | 22        | In guten wie in schlechten Zeiten | I’m Not Leaving You            | 22. Mai 2019         | 29. Juli 2019                         | Reza Tabrizi       | Derek Haas                      |

## Staffel 8
| Nr. (ges.) | Nr. (St.) | Deutscher Titel        | Originaltitel                     | Erstausstrahlung USA | Deutschsprachige Erstausstrahlung (D) | Regie              | Drehbuch                                                              |
| ---------- | --------- | ---------------------- | --------------------------------- | -------------------- | ------------------------------------- | ------------------ | --------------------------------------------------------------------- |
| 160        | 1         | Frische Wunden         | Sacred Ground                     | 25. Sep. 2019        | 24. Feb. 2020                         | Reza Tabrizi       | Derek Haas                                                            |
| 161        | 2         | Höhenrettung           | A Real Shot in the Arm            | 2. Okt. 2019         | 2. März 2020                          | Sanford Bookstaver | Andrea Newman & Michael Gilvary                                       |
| 162        | 3         | Aus der Hölle          | Badlands                          | 9. Okt. 2019         | 9. März 2020                          | Olivia Newman      | Michael A. O'Shea                                                     |
| 163        | 4         | Die Seuche (Teil 1)    | Infection: Part I                 | 16. Okt. 2019        | 16. März 2020                         | Reza Tabrizi       | Dick Wolf & Derek Haas                                                |
| 164        | 5         | Die nächste Generation | Buckle Up                         | 23. Okt. 2019        | 23. März 2020                         | Leslie Libman      | Matt Whitney                                                          |
| 165        | 6         | Der Draufgänger        | What Went Wrong                   | 30. Okt. 2019        | 30. März 2020                         | Sanford Bookstaver | Jamila Daniel                                                         |
| 166        | 7         | Befehl von oben        | Welcome to Crazytown              | 6. Nov. 2019         | 6. Apr. 2020                          | Carl Seaton        | Andrea Newman & Michael Gilvary                                       |
| 167        | 8         | Jede Sekunde zählt     | Seeing is Believing               | 13. Nov. 2019        | 20. Apr. 2020                         | Eric Laneuville    | Ron McCants                                                           |
| 168        | 9         | Wo Rauch ist...        | Best Friend Magic                 | 20. Nov. 2019        | 27. Apr. 2020                         | Reza Tabrizi       | Derek Haas                                                            |
| 169        | 10        | Rivalen                | Hold Our Ground                   | 8. Jan. 2020         | 1. Juni 2020                          | Matt Earl Beesley  | Michael A. O'Shea                                                     |
| 170        | 11        | Das große Rennen       | Where We End Up                   | 15. Jan. 2020        | 8. Juni 2020                          | Bata Silva         | Matt Whitney                                                          |
| 171        | 12        | Falscher Alarm         | Then Nick Porter Happened         | 22. Jan. 2020        | 15. Juni 2020                         | Reza Tabrizi       | Andrea Newman & Michael Gilvary                                       |
| 172        | 13        | Niemals allein         | A Chicago Welcome                 | 5. Feb. 2020         | 22. Juni 2020                         | Paul McCrane       | Derek Haas                                                            |
| 173        | 14        | Feuertaufe             | Shut It Down                      | 12. Feb. 2020        | 29. Juni 2020                         | Leslie Libman      | Neil McCormack                                                        |
| 174        | 15        | Kreuzzug               | Off the Grid                      | 26. Feb. 2020        | 6. Juli 2020                          | Reza Tabrizi       | Matt Whitney                                                          |
| 175        | 16        | Das Buddy-Prinzip      | The Tendency of a Drowning Victim | 4. März 2020         | 13. Juli 2020                         | Matt Earl Beesley  | Andrea Newman & Michael Gilvary                                       |
| 176        | 17        | Kindheitstrauma        | Protect a Child                   | 18. März 2020        | 20. Juli 2020                         | Brenna Malloy      | Derek Haas                                                            |
| 177        | 18        | Der beste Job der Welt | I'll Cover You                    | 25. März 2020        | 27. Juli 2020                         | Eric Laneuville    | Michael Gilvary & Andrea Newman Idee: Ron McCants & Michael A. O'Shea |
| 178        | 19        | Die Macht der Medien   | Light Things Up                   | 8. Apr. 2020         | 3. Aug. 2020                          | Nicole Rubio       | Elizabeth Sherman                                                     |
| 179        | 20        | Nächste Schritte       | 51's Original Bell                | 15. Apr. 2020        | 10. Aug. 2020                         | Eric Laneuville    | Matt Whitney                                                          |

## Staffel 9
| Nr. (ges.) | Nr. (St.) | Deutscher Titel       | Originaltitel               | Erstausstrahlung USA | Deutschsprachige Erstausstrahlung (D) | Regie             | Drehbuch                                    |
| ---------- | --------- | --------------------- | --------------------------- | -------------------- | ------------------------------------- | ----------------- | ------------------------------------------- |
| 180        | 1         | Erster Einsatz        | Rattle Second City          | 11. Nov. 2020        | 19. Apr. 2021                         | Reza Tabrizi      | Derek Haas                                  |
| 181        | 2         | Ritterschlag          | That Kind of Heat           | 18. Nov. 2020        | 26. Apr. 2021                         | Reza Tabrizi      | Andrea Newman & Michael Gilvary             |
| 182        | 3         | Fehlersuche           | Smash Therapy               | 13. Jan. 2021        | 3. Mai 2021                           | Eric Laneuville   | Matt Whitney                                |
| 183        | 4         | Die Fehde             | Funny What Things Remind Us | 27. Jan. 2021        | 10. Mai 2021                          | Matt Earl Beesley | Elizabeth Sherman                           |
| 184        | 5         | Was würde Otis tun?   | My Lucky Day                | 3. Feb. 2021         | 17. Mai 2021                          | Reza Tabrizi      | Michael Gilvary, Andrea Newman & Derek Haas |
| 185        | 6         | Lügen und Geheimnisse | Blow This Up Somehow        | 10. Feb. 2021        | 24. Mai 2021                          | Matt Earl Beesley | Andrea Newman & Michael Gilvary             |
| 186        | 7         | Der gute Nachbar      | Dead of Winter              | 17. Feb. 2021        | 31. Mai 2021                          | Brenna Malloy     | Kimberly Ndombe                             |
| 187        | 8         | Fluchtweg             | Escape Route                | 10. März 2021        | 7. Juni 2021                          | Matt Earl Beesley | Neil McCormack                              |
| 188        | 9         | Spätfolgen            | Double Red                  | 17. März 2021        | 14. Juni 2021                         | Reza Tabrizi      | Derek Haas                                  |
| 189        | 10        | Brandgefährlich       | One Crazy Shift             | 31. März 2021        | 21. Juni 2021                         | Milena Govich     | Ashley Cooper                               |
| 190        | 11        | Heiße Sache           | A Couple Hundred Degrees    | 7. Apr. 2021         | 26. Juli 2021                         | Brenna Malloy     | Andrea Newman & Michael Gilvary             |
| 191        | 12        | Naturtalent           | Natural Born Firefighter    | 21. Apr. 2021        | 2. Aug. 2021                          | Eric Laneuville   | Matt Whitney                                |
| 192        | 13        | Nicht auflegen!       | Don’t Hang Up               | 5. Mai 2021          | 9. Aug. 2021                          | Reza Tabrizi      | Derek Haas                                  |
| 193        | 14        | Zukunftspläne         | What Comes Next             | 12. Mai 2021         | 16. Aug. 2021                         | Eric Laneuville   | Elizabeth Sherman                           |
| 194        | 15        | Entflammt             | A White-Knuckle Panic       | 19. Mai 2021         | 23. Aug. 2021                         | Reza Tabrizi      | Andrea Newman & Michael Gilvary             |
| 195        | 16        | Bestimmung            | No Survivors                | 26. Mai 2021         | 30. Aug. 2021                         | Lisa Robinson     | Derek Haas                                  |

## Staffel 10
| Nr. (ges.) | Nr. (St.) | Deutscher Titel            | Originaltitel                   | Erstausstrahlung USA | Deutschsprachige Erstausstrahlung (D) | Regie             | Drehbuch                                                |
| ---------- | --------- | -------------------------- | ------------------------------- | -------------------- | ------------------------------------- | ----------------- | ------------------------------------------------------- |
| 196        | 1         | Gezeitenwechsel            | Mayday                          | 22. Sep. 2021        | 18. Apr. 2022                         | Reza Tabrizi      | Andrea Newman & Michael Gilvary                         |
| 197        | 2         | 15 Minuten Ruhm            | Head Count                      | 29. Sep. 2021        | 25. Apr. 2022                         | Matt Earl Beesley | Matt Whitney                                            |
| 198        | 3         | Spurensuche                | Counting Your Breaths           | 6. Okt. 2021         | 2. Mai 2022                           | Heather Cappiello | Elizabeth Sherman                                       |
| 199        | 4         | Die schwerste Entscheidung | The Right Thing                 | 13. Okt. 2021        | 9. Mai 2022                           | Stephen Cragg     | Andrea Newman & Michael Gilvary                         |
| 200        | 5         | Auszeit                    | Two Hundred                     | 20. Okt. 2021        | 16. Mai 2022                          | Reza Tabrizi      | Derek Haas                                              |
| 201        | 6         | Die alte Garde             | Dead Zone                       | 27. Okt. 2021        | 23. Mai 2022                          | Matt Earl Beesley | Ashley Cooper                                           |
| 202        | 7         | Trennungsschmerzen         | Whom Shall I Fear?              | 3. Nov. 2021         | 30. Mai 2022                          | Reza Tabrizi      | Victor Teran                                            |
| 203        | 8         | Klare Verhältnisse         | What Happened at Whiskey Point? | 10. Nov. 2021        | 6. Juni 2022                          | Stephen Cragg     | Andrea Newman & Michael Gilvary                         |
| 204        | 9         | Winterfest                 | Winterfest                      | 8. Dez. 2021         | 13. Juni 2022                         | Reza Tabrizi      | Derek Haas                                              |
| 205        | 10        | Schützenhilfe              | Back With A Bang                | 5. Jan. 2022         | 20. Juni 2022                         | Matt Earl Beesley | Andrea Newman & Michael Gilvary                         |
| 206        | 11        | Unter Strom                | Fog Of War                      | 12. Jan. 2022        | 27. Juni 2022                         | Lisa Robinson     | Matt Whitney                                            |
| 207        | 12        | Muskelspiele               | Show Of Force                   | 19. Jan. 2022        | 4. Juli 2022                          | Lisa Demaine      | Elizabeth Sherman Idee: Andrea Newman & Michael Gilvary |
| 208        | 13        | Der Fluch                  | The Good Kind of Trouble        | 23. Feb. 2022        | 11. Juli 2022                         | Kantú Lentz       | Andrea Newman & Michael Gilvary                         |
| 209        | 14        | Ein Officer mit Biss       | An Officer With Grit            | 2. März 2022         | 18. Juli 2022                         | Stephen Cragg     | Matt Demblowski                                         |
| 210        | 15        | Puzzlestücke               | The Missing Piece               | 9. März 2022         | 25. Juli 2022                         | Daniel Willis     | Andrea Newman & Michael Gilvary                         |
| 211        | 16        | Immer weiter               | Hot and Fast                    | 16. März 2022        | 1. Aug. 2022                          | Lisa Demaine      | Elizabeth Sherman                                       |
| 212        | 17        | In Sicherheit              | Keep You Safe                   | 6. Apr. 2022         | 8. Aug. 2022                          | Reza Tabrizi      | Ashley Cooper                                           |
| 213        | 18        | Teamarbeit                 | What's Inside You               | 13. Apr. 2022        | 15. Aug. 2022                         | Brenna Malloy     | Derek Haas                                              |
| 214        | 19        | Keine halben Sachen        | Finish What You Started         | 20. Apr. 2022        | 22. Aug. 2022                         | Carlos Bernard    | Matt Whitney                                            |
| 215        | 20        | Auf halbem Weg zum Mond    | Halfway to the Moon             | 11. Mai 2022         | 29. Aug. 2022                         | Michael Brandt    | Derek Haas                                              |
| 216        | 21        | Eine letzte Chance         | Last Chance                     | 18. Mai 2022         | 5. Sep. 2022                          | Brenna Malloy     | Victor Teran                                            |
| 217        | 22        | Oh, Chicago                | The Magnificent City of Chicago | 25. Mai 2022         | 12. Sep. 2022                         | Lisa Robinson     | Derek Haas                                              |

## Staffel 11
| Nr. (ges.) | Nr. (St.) | Deutscher Titel                     | Originaltitel              | Erstausstrahlung USA | Deutschsprachige Erstausstrahlung (D) | Regie                | Drehbuch                                            |
| ---------- | --------- | ----------------------------------- | -------------------------- | -------------------- | ------------------------------------- | -------------------- | --------------------------------------------------- |
| 218        | 1         | Erste Ungewissheit                  | Hold On Tight              | 21. Sep. 2022        | 10. Apr. 2023                         | Reza Tabrizi         | Andrea Newman & Michael Gilvary                     |
| 219        | 2         | Jede Narbe eine Geschichte          | Every Scar Tells A Story   | 28. Sep. 2022        | 17. Apr. 2023                         | Brenna Malloy        | Matt Whitney                                        |
| 220        | 3         | Tempus fugit                        | Completely Shattered       | 5. Okt. 2022         | 24. Apr. 2023                         | Matt Earl Beesley    | Derek Haas                                          |
| 221        | 4         | Verlieren wir wieder jemanden?      | The Center Of The Universe | 12. Okt. 2022        | 1. Mai 2023                           | Stephen Cragg        | Andrea Newman & Michael Gilvary                     |
| 222        | 5         | Chicago Halloween                   | Haunted House              | 19. Okt. 2022        | 8. Mai 2023                           | Reza Tabrizi         | Victor Teran                                        |
| 223        | 6         | Cruz, Chloe...Javi?                 | All-Out Mystery            | 2. Nov. 2022         | 15. Mai 2023                          | Brenna Malloy        | Andrea Newman & Michael Gilvary                     |
| 224        | 7         | Wut ist so einfach                  | Angry Is Easier            | 9. Nov. 2022         | 22. Mai 2023                          | Kantu Lentz          | Elizabeth Sherman                                   |
| 225        | 8         | Schönes Leben, manchmal             | A Beautiful Life           | 16. Nov. 2022        | 29. Mai 2023                          | Lisa Robinson        | Ashley Cooper Idee: Andrea Newman & Michael Gilvary |
| 226        | 9         | Nemesis                             | Nemesis                    | 7. Dez. 2022         | 5. Juni 2023                          | Reza Tabrizi         | Victor Teran                                        |
| 227        | 10        | Gegen den Schmerz                   | Something For the Pain     | 4. Jan. 2023         | 12. Juni 2023                         | Matt Earl Beesley    | Matt Whitney                                        |
| 228        | 11        | Auf Herz und Nieren                 | A Guy I Used to Know       | 11. Jan. 2023        | 19. Juni 2023                         | Oscar Rene Lozoya II | Michael Gilvary                                     |
| 229        | 12        | Überstehen ist alles                | How Does It End?           | 18. Jan. 2023        | 26. Juni 2023                         | Heather Cappiello    | Matt Demblowski                                     |
| 230        | 13        | Mann der Stunde                     | The Man of the Moment      | 15. Feb. 2023        | 3. Juli 2023                          | Matt Earl Beesley    | Andrea Newman                                       |
| 231        | 14        | Es kann unangenehm werden           | Run Like Hell              | 22. Feb. 2023        | 10. Juli 2023                         | William Eichler      | Elizabeth Sherman                                   |
| 232        | 15        | Schadenskontrollen                  | Damage Control             | 1. März 2023         | 17. Juli 2023                         | Lisa Demaine         | Victor Teran                                        |
| 233        | 16        | Viel zu viel                        | Acting Up                  | 22. März 2023        | 24. Juli 2023                         | Reza Tabrizi         | Andrea Newman & Michael Gilvary                     |
| 234        | 17        | Seltsame Symptome                   | The First Symptom          | 29. März 2023        | 31. Juli 2023                         | Paul McCrane         | Matt Whitney                                        |
| 235        | 18        | Schatten und Licht                  | Danger Is All Around       | 5. Apr. 2023         | 7. Aug. 2023                          | Tayo Amos            | Elizabeth Sherman                                   |
| 236        | 19        | Ein Schuss auf den König            | Take a Shot at the King    | 3. Mai 2023          | 14. Aug. 2023                         | Stephen Cragg        | Ashley Cooper                                       |
| 237        | 20        | Mach niemals einen Fehler           | Never, Ever Make a Mistake | 10. Mai 2023         | 21. Aug. 2023                         | Lisa Demaine         | Andrea Newman                                       |
| 238        | 21        | Ein Plan ist auch nur ein Plan      | Change of Plans            | 17. Mai 2023         | 28. Aug. 2023                         | Lisa Robinson        | Victor Teran                                        |
| 239        | 22        | Diese Momente berühren die Ewigkeit | Red Waterfall              | 24. Mai 2023         | 4. Sep. 2023                          | Reza Tabrizi         | Andrea Newman & Michael Gilvary                     |

## Staffel 12
| Nr. (ges.) | Nr. (St.) | Deutscher Titel          | Originaltitel       | Erstausstrahlung USA | Deutschsprachige Erstausstrahlung (D) | Regie             | Drehbuch           |
| ---------- | --------- | ------------------------ | ------------------- | -------------------- | ------------------------------------- | ----------------- | ------------------ |
| 240        | 1         | So gut wie weg           | Barely Gone         | 17. Jan. 2024        | 6. Mai 2024                           | Reza Tabrizi      | Andrea Newman      |
| 241        | 2         | Ich heiße jetzt anders   | Call Me McHolland   | 24. Jan. 2024        | 13. Mai 2024                          | Lisa Demaine      | Matt Whitney       |
| 242        | 3         | Gefangen                 | Trapped             | 31. Jan. 2024        | 20. Mai 2024                          | Reza Tabrizi      | Michael Gilvary    |
| 243        | 4         | Vier Männer und ein Baby | The Little Things   | 7. Feb. 2024         | 27. Mai 2024                          | Lisa Robinson     | Victor Teran       |
| 244        | 5         | Gibsons Geheimnis        | On the Hook         | 21. Feb. 2024        | 3. Juni 2024                          | Matt Earl Beesley | Matt Demblowski    |
| 245        | 6         | Die Hochzeitsfeier       | Port in the Storm   | 28. Feb. 2024        | 10. Juni 2024                         | Reza Tabrizi      | Andrea Newman      |
| 246        | 7         | Verbranntes Geld         | Red Flag            | 20. März 2024        | 17. Juni 2024                         | William Eichler   | Matt Whitney       |
| 247        | 8         | Mrs. Robinsons Intrige   | All the Dark        | 27. März 2024        | 24. Juni 2024                         | Paul McCrane      | Natalie Wood       |
| 248        | 9         | Gefährliche Patientin    | Something About Her | 3. Apr. 2024         | 1. Juli 2024                          | Heather Cappiello | Victor Teran       |
| 249        | 10        | Ein feiner Onkel         | The Wrong Guy       | 1. Mai 2024          | 8. Juli 2024                          | Reza Tabrizi      | Danielle Nicki     |
| 250        | 11        | Der Insider              | Inside Man          | 8. Mai 2024          | 15. Juli 2024                         | Brenna Malloy     | Matt Whitney       |
| 251        | 12        | Unter Zugzwang           | Under Pressure      | 15. Mai 2024         | 22. Juli 2024                         | Lisa Demaine      | Jessica D. Johnson |
| 252        | 13        | Auf Wiedersehen, Chief!  | Never Say Goodbye   | 22. Mai 2024         | 29. Juli 2024                         | Reza Tabrizi      | Andrea Newman      |